# Celeno (estrella)
Celeno, oficialment Celaeno (16 del Taure / 16 Tauri), és un estel a la constel·lació del Taure que forma part del cúmul obert de les Plèiades. La seva magnitud aparent és +5,45 i s'hi troba a uns 440 anys llum de distància. De vegades és coneguda com la Plèiade Perduda, ja que —a excepció d'Astèrope—, és la més tènue entre els estels d'aquest cúmul que posseeixen nom propi. El seu nom correspon a una de les set Plèiades, filles del tità Atles i la oceànide Plèione.
Celeno apareix catalogada com una subgeganta blanc-blavosa de tipus espectral B7IV amb una temperatura de 13.200 K. 240 vegades més lluminosa que el Sol, el seu radi és 3 vegades més gran que el radi solar. Té una velocitat de rotació d'almenys 185 km/s, el que la porta a completar una volta en menys de 19 hores. D'acord amb el professor Jim Kaler, en el seu interior l'hidrogen se segueix transformant en heli, i per això no és una veritable subgeganta, si no un estel de la seqüència principal; d'acord amb la seva massa -equivalent a 3,7 masses solars-, la seva permanència en la seqüència principal és de 225 milions d'anys, mentre que l'edat de les Plèiades és de només 130 milions d'anys.
Celeno és un estel binari amb una companya propera, detectada mitjançant interferometria, a 0,0062 segons d'arc. Sis vegades més tènue que l'estel principal, la seva lluentor correspon a un estel blanc de tipus A3, distant menys d'1 ua de l'estel principal, amb un període orbital lleugerament inferior a mig any.